# Aixecament del Gueto de Varsòvia
|  | Aquest article tracta sobre l'aixecament de 1943 al Gueto de Varsòvia . Si cerqueu l'aixecament de Varsòvia de 1944, vegeu «Sublevació de Varsòvia». |

L'aixecament del Gueto de Varsòvia (Jiddisch: אױפֿשטאַנד אין װאַרשעװער געטאָ; polonès: Powstanie w getcie warszawskim; alemany: Aufstand im Warschauer Ghetto) va ser la revolta dels jueus del Gueto de Varsòvia, quan les tropes alemanyes van començar la segona deportació massiva cap als camps de concentració i extermini (principalment a Treblinka), durant la Segona Guerra Mundial.
Va ocórrer entre el 19 d'abril i el 16 de maig de 1943, sent finalment aixafada per les tropes de les SS, sota el comandament de Jürgen Stroop. Va ser la major revolta dels jueus durant l'Holocaust. Anteriorment s'havia llançat un atac contra els ocupants alemanys el 18 de gener, on els jueus polonesos van sortir ben parats.

## Antecedents

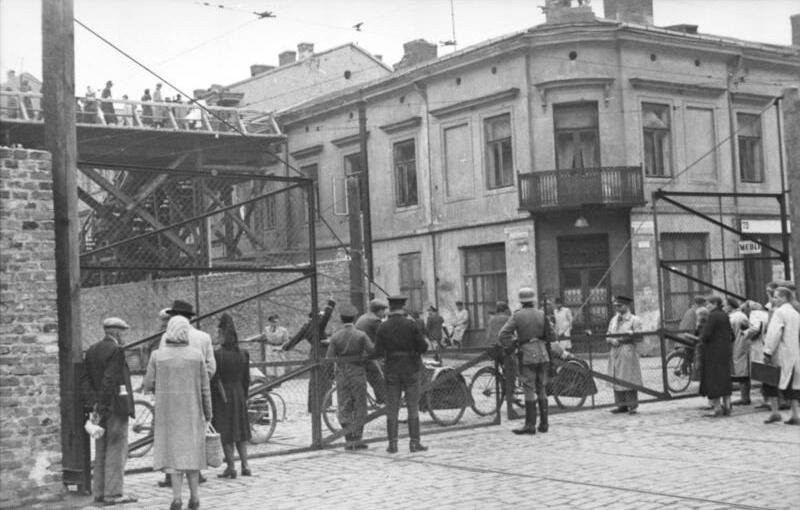
El carrer Żelazna (a l'est) amb la cruïlla amb el carrer Chłodna. L'edifici del fons és Chłodna 23 róg Żelazna 70. Aquest tros del carrer Żelazna connectava els Guetos Gran i Petit.

Un cop Alemanya va haver envaït Polònia, la població jueva en tot el país va començar a sofrir atacs diàriament. El 1940, la població jueva polonesa, uns 3 milions, van començar a ser reubicats en petits sectors de les ciutats poloneses, denominats guetos. Al gueto de Varsòvia, el més gran de tots, habitaven amuntegats entre 300.000 i 400.000 jueus. Fins i tot abans que els nazis comencessin a transportar a milers de jueus al camp de concentració de Treblinka, els jueus ja havien començat a morir en massa, a causa de les epidèmies i a la fam, sota el Cap de Policia i SS Odilo Globocnik i el SS-Standartenführer Ludwig Hahn.
En un període de 52 dies, que va culminar el 21 de setembre de 1942, uns 300 mil residents del gueto de Varsòvia van ser enviats a camps de concentració on van ser assassinats, en l'anomenada Grossaktion Warschau. Just abans que l'operació s'iniciés, el "Comissionat del Reassentament" SS-Sturmbannführer Hermann Höfle convocà a una reunió al Consell Jueu del Gueto Judenrat i informà al seu cap, Adam Czerniaków, del proper "reassentament a l'est". Czerniakow se suïcidà quan s'adonà del significat autèntic del pla nazi. Aproximadament entre 254.000 i 300.000 habitants del Gueto van trobar la mort a Treblinka durant els dos mesos que va durar l'operació. La Grossaktion va ser dirigida pel SS-Oberführer Ferdinand von Sammern-Frankenegg, el comandant de l'àrea de Varsòvia des de 1941. El 17 d'abril de 1943 va ser rellevat pel SS-and-Polizeiführer Jürgen Stroop, enviat a Varsòvia per Himmler. Stroop continuà la tasca de Sammern, després de la seva fracassada ofensiva per buidar el gueto.
En iniciar-se aquesta deportació, els líders de la resistència jueva van ordenar no lluitar, ja que creien que els jueus eren enviats a un camp de treball, en lloc d'un camp d'extermini. A la fi de l'any, l'absència de notícies dels deportats i les remors que es filtraven entre els soldats alemanys van convèncer els jueus restants de la crua realitat, i quan van sentir a dir que noves deportacions venien en camí, van decidir lluitar. No obstant això, dels gairebé 60.000 jueus que quedaven en el gueto, menys de mil tenien experiència de combat i la immensa majoria de la població no va participar en la resistència armada. El 9 de gener de 1943, el cap de les SS, Heinrich Himmler ordena la represa de les deportacions del gueto, els jueus s'assabenten d'aquesta ordre i comencen a prendre mesures al respecte, decidint resistir.

## L'Aixecament

### La revolta de gener de 1943
El 18 de gener, les autoritats alemanyes del gueto van intentar deportar a la població jueva restant, la qual cosa portà a la primera resistència armada al Gueto. Mentre que les famílies jueves s'amagaven als seus "búnquers", les organitzacions jueves clandestines Żydowska Organizacja Bojowa (ŻOB) i Żydowski Związek Wojskowy (ŻZW) van enfrontar-se als alemanys en dos combats directes. Tot i que els combatents del ŻZW i del ŻOB van patir un alt nombre de pèrdues (incloent alguns dels líders), van aconseguir aturar la deportació durant uns dies, i els alemanys també van patir baixes. Només 5.000 jueus van ser deportats, en lloc dels 8.000 previstos per Globocnik. Al gueto de Varsòvia hi havia centenars de persones preparades per lluitar, tant adults com nens, tot i que mal armats amb només pistoles i revòlvers, així com d'unes dotzenes de rifles vells, i una metralladora. Tenien molts explosius casolans i ampolles de benzina, així com granades proporcionades pel Armia Krajowa, l'Exèrcit Territorial Polonès.
Les dues organitzacions resistents, el ŻZW i el ŻOB, van expulsar els opressors i van prendre el control del gueto. Es van instal·lar punts de vigilància a cada cantonada i tot jueu acusat d'haver col·laborat amb els alemanys va ser executat, incloent-hi als oficials de la Policia Jueva, els membres de l'organització dirigida i controlada pels alemanys Żagiew i als agents jueus i col·laboradors de la Gestapo (com el membre del Judenrat Dr Alfred Nossig, el 22 de febrer de 1943). El va establir una presó on vigilar i executar a traïdors i col·laboradors. Józef Szeryński, l'antic cap de la Policia Jueva, se suïcidà penjant-se. A més dels llocs de vigilància, els jueus van començar a cavar centenars de búnquers, incloent 618 refugis antiaeris. Aquests refugis subterranis van ser camuflats, i es comunicaven uns amb uns altres a través del desguàs, a més disposaven d'electricitat i aigua.

### Les forces oposades

#### Els insurgents jueus

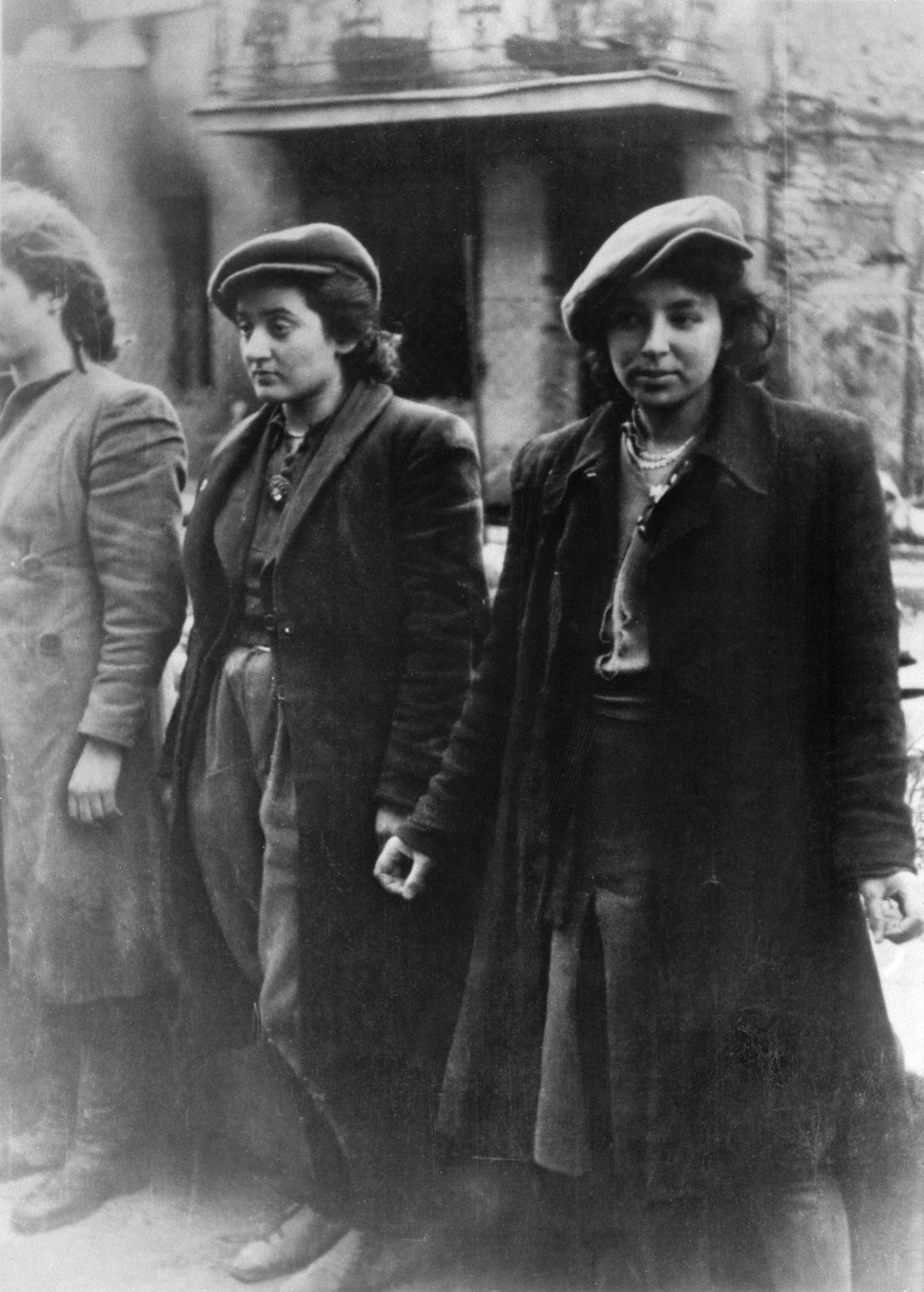
Combatents jueves. Segons la nota original de Stroop, "Dones capturades amb armes." Una altra versió diu "Dones He-Chaluts capturades amb armes".

Els combatents del gueto (que sumaven entre 400 i 1.000 membres el 19 d'abril) estaven armats principalment amb pistoles i revòlvers. Només disposaven d'unes dotzenes de rifles vells i algunes armes automàtiques, introduïts de contraban al gueto. Els insurgents disposaven de poca munició, i havien de comptar molt d'explosius casolans i ampolles incendiàries. Durant l'alçament van rebre més armes, o simplement les van capturar dels alemanys. Algunes armes estaven fetes a mà per la Resistència, si bé aquestes sovint fallaven. Al seu informe, Stroop va escriure que les seves tropes van poder recuperar el "botí", consistent en:
| « | Set rifles polonesos, un de rus i un d'alemany, 59 pistoles de diversos calibres, diversos centenars d'ampolles incendiàries, explosius fets a mà, màquines infernals amb espoleta, una elevada quantitat d'explosius i munició per a armes de tot calibre, incloent munició per a diverses metralladores. Mirant el botí d'armes, s'ha de tenir en consideració que les armes per sí mateixes no van poder ser capturades en molts casos, perquè els bandits i els jueus, en molts casos, les van llançar a amagatalls o forats on no poguessin ser descobertes. El fum llançat pels nostres homes també va dificultar la recerca. Tan bon punt les clavegueres hagin estat netejades es realitzarà una nova recerca. | » |

#### Suport polonès
| «                  | L'Alçament del Gueto de Varsòvia va tenir una influència real... per encoratjar l'activitat clandestina polonesa | » |
| — Samuel Krakowski | |   |

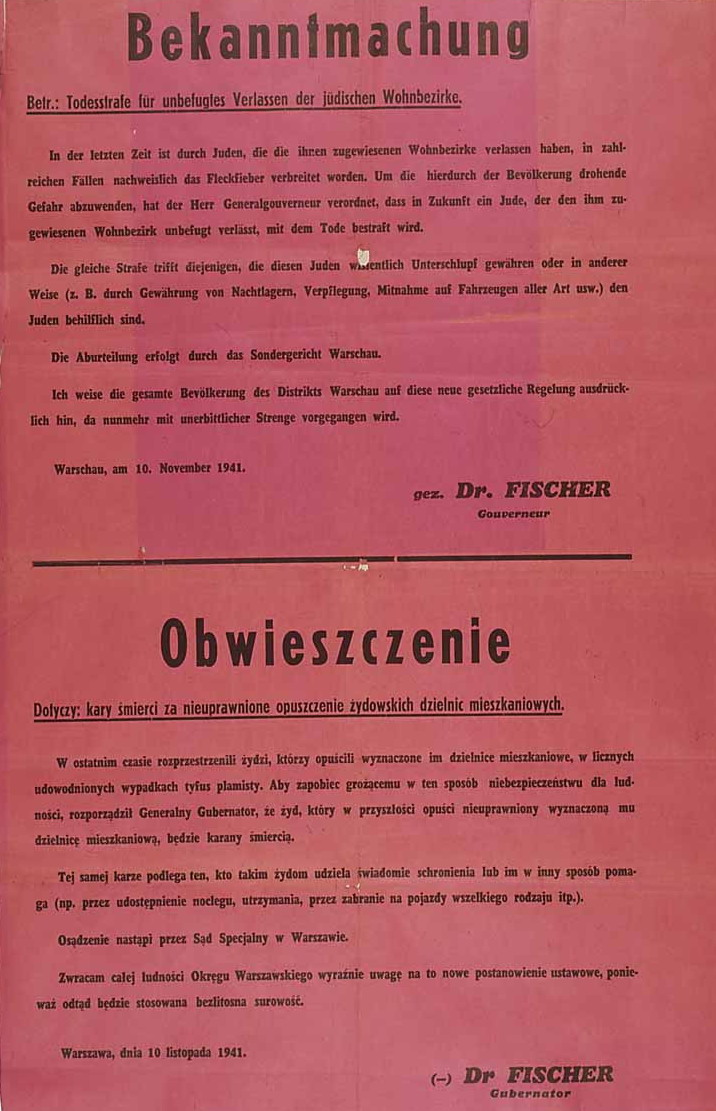
Cartell anunciant la pena de mort pels jueus capturats fora del Gueto i pels polonesos que ajudessin a fugir a jueus. Novembre de 1941.

El suport des de fora del Gueto va ser limitat, però les unitats de la Resistència Polonesa del Armia Krajowa (AK) (Exèrcit Territorial), i del comunistes del Gwardia Ludowa (GL) (Guàrdia del Poble) van atacar unitats alemanyes prop dels murs del gueto i van provar d'introduir-hi armes, munició, subministraments i instruccions. Els combatents jueus del ŻZW va rebre només del PKB 2 metralladores pesants, 4 metralladores lleugeres, 21 metralladores, 30 rifles, 50 pistoles i 400 granades. L'AK també disseminà informació i crides per ajudar els polonesos del gueto, tant a Polònia com mitjançant transmissions de ràdio als Aliats. Diversos comandants del ŻOB i combatents van aconseguir escapar per les clavegueres amb l'ajut dels polonesos i s'uniren a les organitzacions clandestines poloneses.
El Państwowy Korpus Bezpieczeństwa ("Cos de Seguretat Nacional"), una brigada del AK polonès, sota el comandament de Henryk Iwański ("Bystry"), va penetrar al Gueto, lluitant al costat del ŻZW. Posteriorment ambdós grups van retirar-se conjuntament. Tot i que l'acció d'Iwański és la missió de rescat més coneguda, només és una més de les moltes accions portades a terme per la resistència polonesa per tal d'ajudar els combatents jueus. En un atac, 3 unitats de l'AK sota el comandament del Kapitan Józef Pszenny van provar d'obrir una escletxa als murs del gueto amb explosius, però els alemanys no els ho van permetre. L'AK i el GL van enfrontar-se amb els alemanys entre el 19 i el 23 d'abril en 6 localitzacions diferents fora dels murs del gueto, disparant contra els sentinelles i les posicions alemanyes i en un cas intentant destruir una porta.
La participació de la clandestinitat polonesa a l'alçament va ser confirmada per l'informe del comandant alemany Jürgen Stroop, que informà:
| «                      | Quan vam envair el Gueto per primera vegada, els bandits jueus i polonesos van tenir èxit al fer front a les unitats participants, que incloïen tancs i vehicles blindats, mitjançant una concentració de foc ben preparada. (...) El principal grup de combat jueu, barrejat amb bandits polonesos, s'havia retirat durant el primer i el segon dia a l'anomenada Plaça Muranowski. Allà, va ser reforçat per un considerable nombre de bandits polonesos. El seu pla era mantenir el gueto fos com fos per tal d'evitar que l'envaíssim. (...) El temps i de nou els bandits polonesos van trobar refugi al Gueto i van quedar-se allà, car no disposàvem de prou tropes per a fer-hi front (...) Un grup de combat va tenir èxit en muntar un camió ascendint des d'una claveguera al carrer Prosta, i escapant per allà (uns 30 ó 35 bandits)... Els bandits i jueus – hi havia bandits polonesos entre aquestes bandes armats amb carabines, armes petites i, en un cas amb una metralladora lleugera – van muntar al camió i van fugir en direcció desconeguda. | » |
| — Informe Stroop, 1943 | |   |

#### Les forces nazis
En darrera instància, els esforços dels combatents de la resistència jueva es demostraren insuficients contra les forces alemanyes. Els alemanys van reunir una mitjana de 2.090 soldats ben armats i 36 oficials al voltant del gueto, incloent a 821 panzer-granaders de les Waffen-SS (5 batallons de reserva i entrenament de les SS i un batalló de cavalleria). A més se'ls va ordenar a uns 363 membres de la col·laboracionista Policia Blava polonesa que envoltessin el gueto. Es van ajuntar tancs, vehicles armats, armes de gas, llançaflames i artillera per a l'eventual assalt.
La resta de forces provenia de la "policia d'ordre" SS Ordnungspolizei (Orpo) (batallons del 22è i 23è regiments), el SS Sicherheitsdienst (SD), la Gestapo de Varsòvia, un batalló de cadascun dels dos regiments d'enginyers ferroviaris de la Wehrmacht, una bateria d'artilleria antiaèria de la Wehrmacht, un batalló de Trawniki-Männer ucraïnès del camp d'entrenament de la Solució Final de Trawniki, policies auxiliats lituans i letons, coneguts com a "Askaris" (el "Kommando Arajs" letó i els "Saugumas" lituans), i cossos d'emergència tècnica. S'ordenà al personal del Cos de Bombers polonès que col·laborés en l'operació. A més, diversos botxins i criminals provinents de la presó Pawiak de la Gestapo, sota el comandament de Franz Bürkl, es presentaren voluntaris per "caçar als jueus". La major part de la resta dels policies jueus van ser executats per la Gestapo; o usats en l'ofensiva i executats posteriorment.

### El contraatac alemany
En la nit del Pésaj, el 19 d'abril de 1943, insurgents jueus van llançar bombes molotov i granades de mà des dels passadissos, les finestres i les clavegueres, quan la policia i les forces auxiliars de les SS van començar a avançar cap al gueto. Dos tancs francesos (un Lorraine 37L), capturats per Alemanya, van ser destruïts pels homes del ŻOB i la ZZW, i l'avanç alemany quedà aturat.
Els insurgents jueus aconsegueixen èxits notoris contra von Sammern-Frankenegg i aquest perd el seu càrrec com a comandant de la SS i la policia de Varsòvia. És substituït pel SS-Brigadeführer Jürgen Stroop, que rebutjà la proposta de von Sammern-Frankenegg per bombardejar des de l'aire amb avions de Cracòvia i procedir amb un assalt per terra millor organitzat.

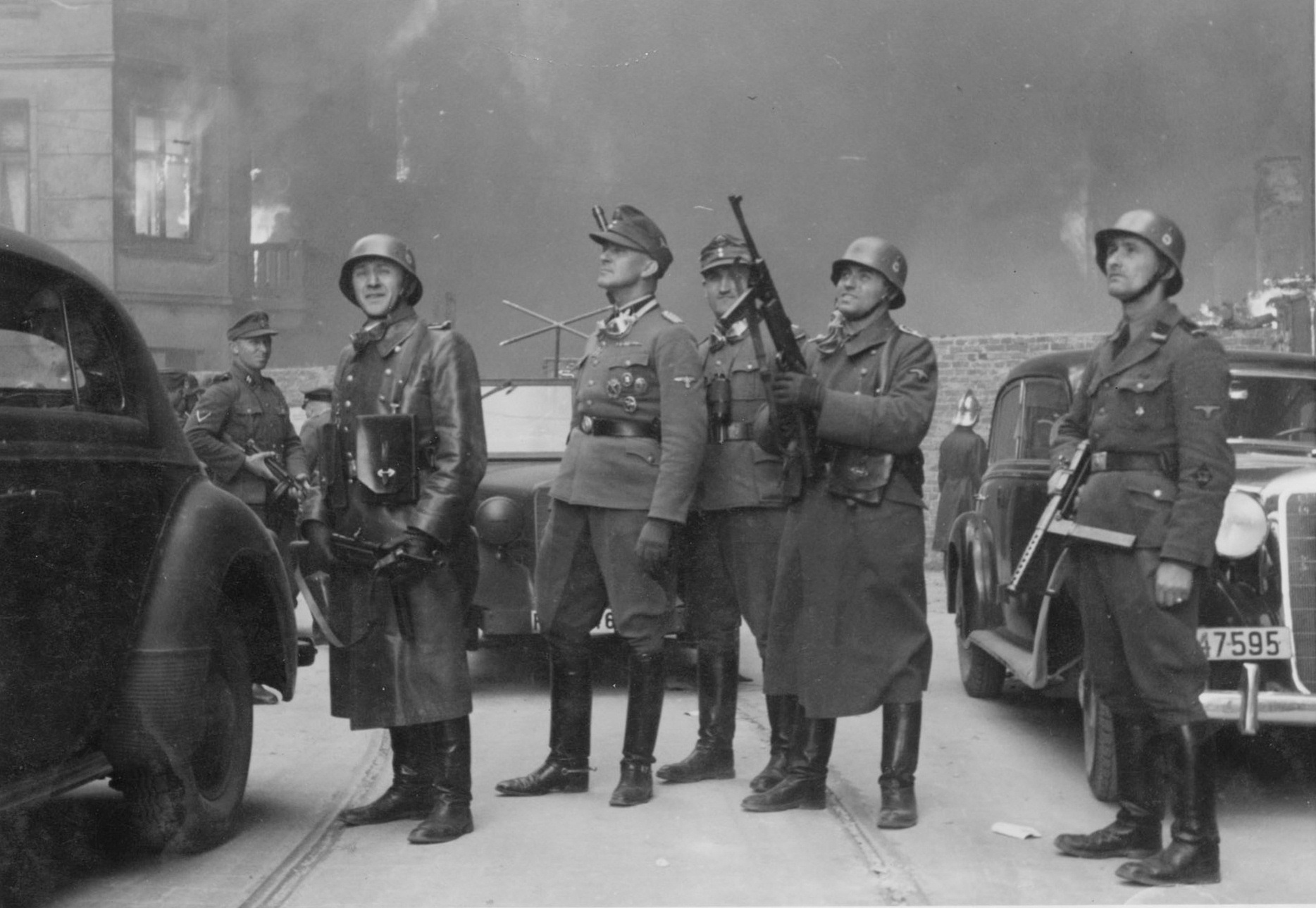
Envoltat per guàrdies ben armats, el SS-Brigadeführer Jürgen Stroop (centre) mira com cremen blocs d'habitatges. El SD Rottenführer a la dreta és possiblement Josef Blösche ("Frankenstein"). La fotografia va ser presa al carrer, mirant cap a l'est, a prop de la intersecció amb el carrer Smocza.

La defensa més prolongada d'una posició va tenir lloc al voltant de la fortalesa del ŻZW a la plaça Muranowski, des del 19 d'abril fins a finals de mes. Al vespre del dia 19, dos nois van pujar al terrat del quarter general de la Resistència Jueva i van hissar dues banderes: la bandera de Polònia vermella i blanca i la bandera blanqui-blava del ŻZW (blau i blanc són els colors de l'actual bandera d'Israel). Aquestes banderes podien ser ben vistes des dels carrers de Varsòvia i van onejar allà durant 4 dies sencers, tot i els esforços alemanys per retirar-les. Stroop anotà:
| « | La qüestió de les banderes era d'una gran importància política. Recordava a centenars de milers de seguidors de la causa polonesa, els encoratjava i unificava la població del Govern General, especialment a jueus i polonesos. Les banderes i les ensenyes nacionals són mitjans de combat iguals que una arma de foc ràpid, com milers d'aquestes armes. Tots nosaltres ho sabíem - Heinrich Himmler, Krüger, i Hahn. El Reichsführer [Himmler] em va dir per telèfon: "Stropp, ha d'abatre aquestes dues banderes costi el que costi. | » |

En un nou contraatac insurgent un nou vehicle blindat alemany és destruït, tot i que el comandant del ŻZW Dawid Apfelbaum resulta mort. Després que un ultimàtum llançat per Stroop als defensors exigint-los la rendició fos rebutjat, els soldats de les SS van començar llavors a cremar casa per casa, demolir soterranis i desguassos, i a assassinar tot jueu que capturaven. "Érem colpejats per les flames, no pas pels alemanys", va dir el 2007 el líder de la resistència Marek Edelman. El 2003, recordava que:
| « | El mar de flames inundava cases i patis. No hi havia aire, sinó només un fum negre i asfixiant i un calor pesant que tornava vermelles les parets. | » |

El ŻZW havia perdut tots els seus líders i, el 29 d'abril de 1943, els combatents que quedaven van fugir pel túnel Muranowski, arribant al bosc Michalin. Així, la lluita organitzada va acabar.
Des de llavors els civils jueus i els combatents supervivents s'amaguen en els refugis que havien construït, enmig de les runes del Gueto. Les tropes alemanyes usaren gossos per descobrir els amagatalls. Granades de fum, gasos lacrimògens i fins i tot gasos verinosos són emprats per obligar la gent a sortir, i centenars són capturats. Molts se suïciden, en diversos casos els jueus surten dels seus amagatalls disparant als alemanys, i algunes dones detonen granades que tenien amagades sota la seva roba quan són arrestades. Petits grups d'insurgents jueus ataquen les patrulles alemanyes durant la nit; però les baixes alemanyes són mínimes després dels primers dies de combats.
Coneixent que el final de l'aixecament s'apropava, la població civil s'amuntegà a les portes del gueto, més que tot per curiositat, perquè l'antisemitisme i la por als nazis havien ofegat qualsevol simpatia cap a la causa jueva. El gueto continua sent arrasat diàriament, el general Jürgen Stroop relata en el seu diari com "famílies senceres es llancen per les finestres dels edificis incendiats". El 6 de maig apunta que ha capturat a mil cinc-cents jueus i han assassinat a 365 combatents, als quals Stroop qualifica com bandits. A causa de les tàctiques d'escamot de les quals fan ús els jueus, els alemanys deixen d'atacar de nit. Els insurgents jueus i polonesos aprofiten per a intentar trencar el cèrcol al voltant del gueto, però fracassen. Per al 8 de maig es totalitzen 20 dies de combats continus; i en aquest punt els edificis del gueto són unes ruïnes fumejants, i en els seus soterranis es troben amagats els supervivents, que comparteixen el refugi amb els cadàvers dels caiguts, que al seu torn són devorats per les rates.

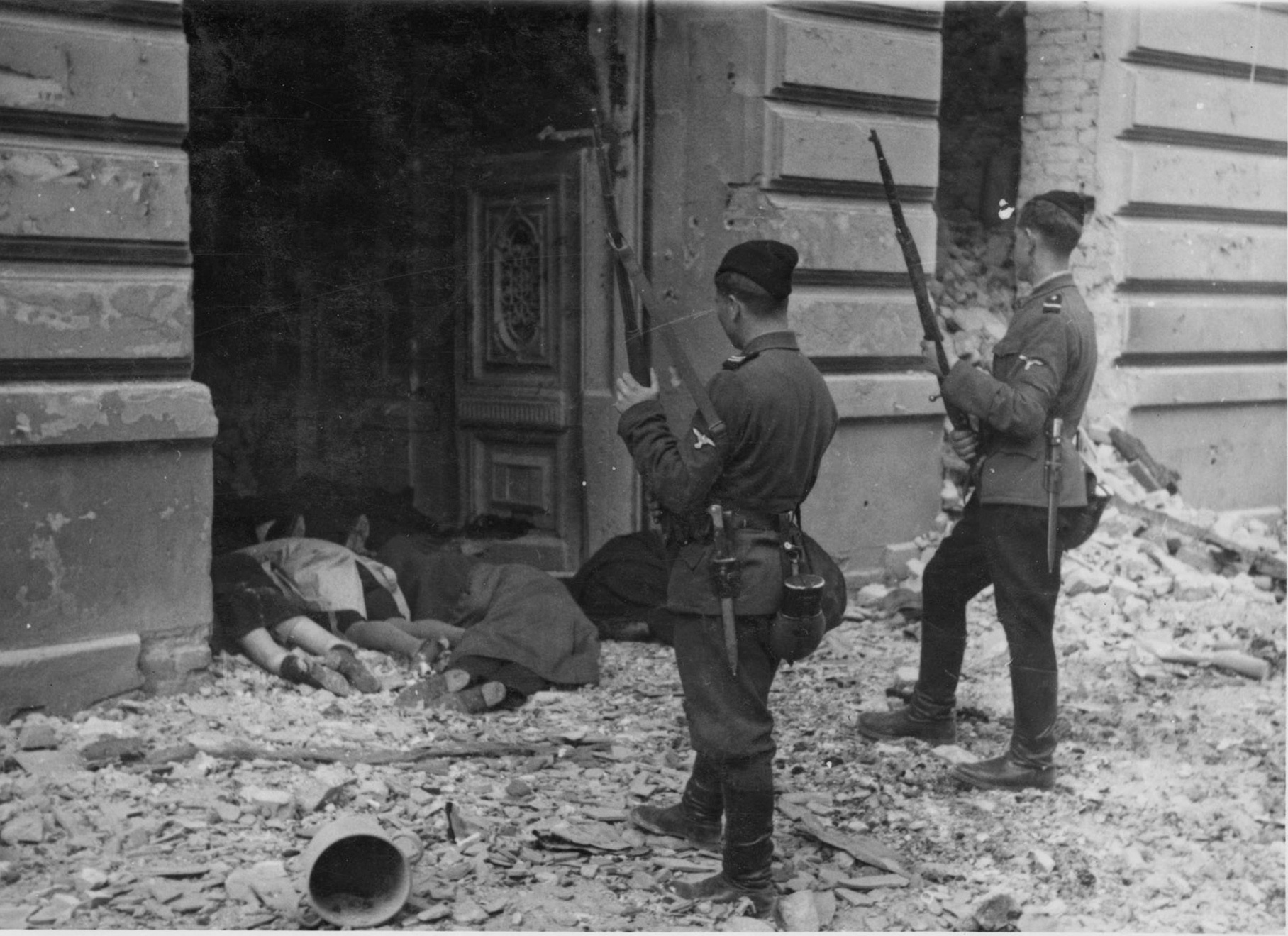
Dos Askaris davant una porta plena de cossos de jueus morts durant l'Alçament.
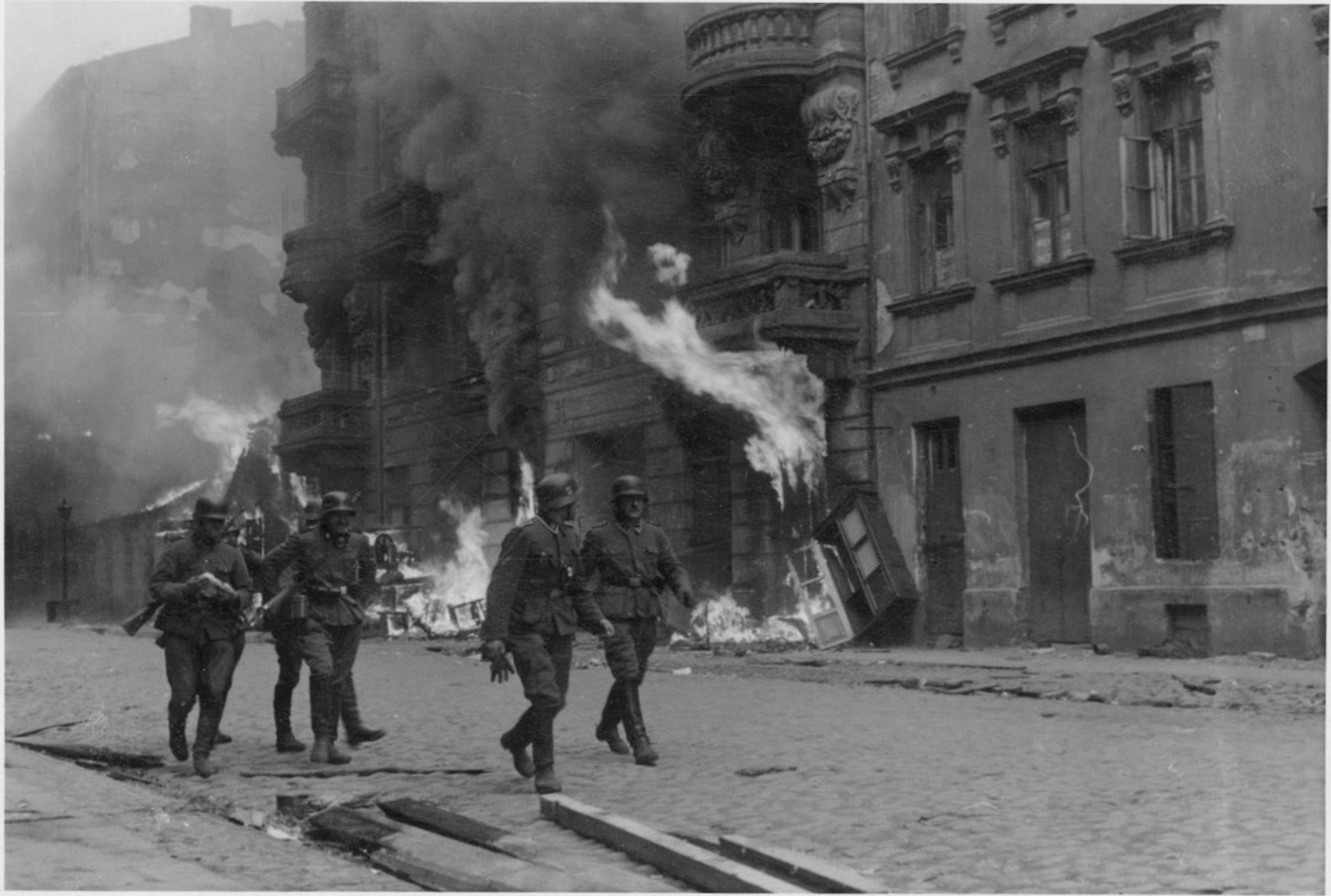
Un grup de SS pels carrers del Gueto de Varsòvia durant l'Alçament.
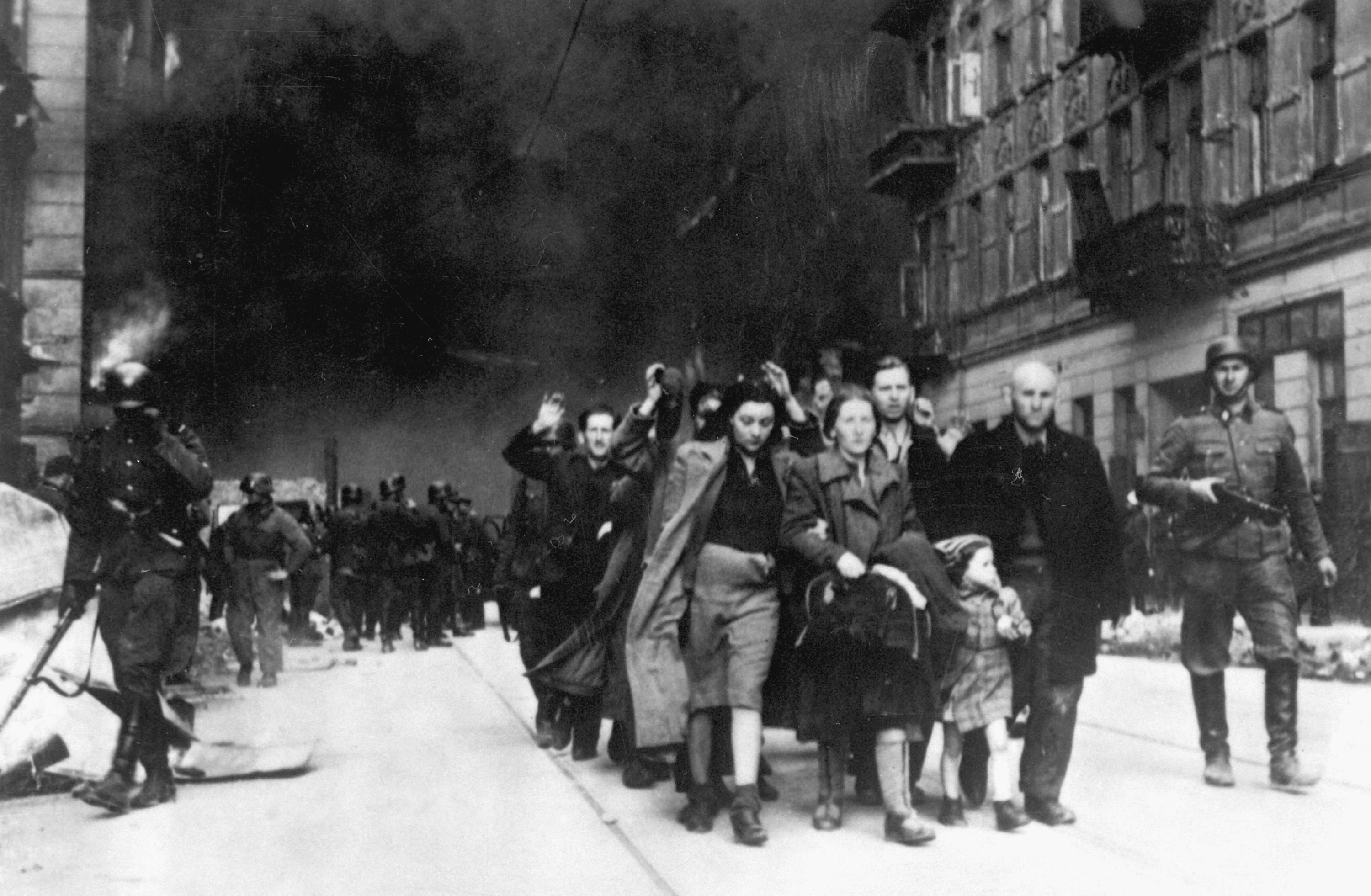
Jueus capturats són portats al punt de reunió per a la deportació.
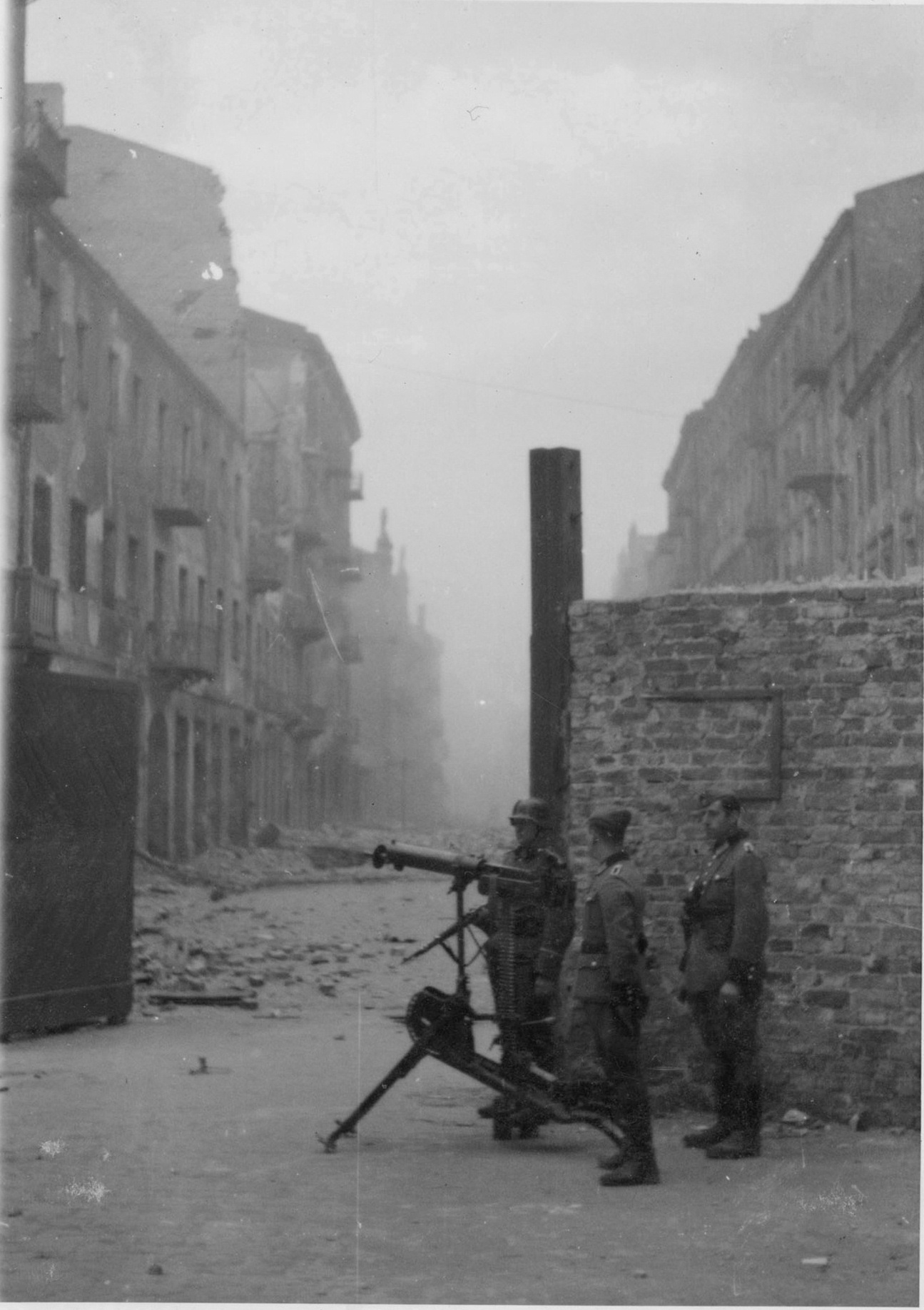
Sentinelles alemanys amb una metralladora Maschinengewehr 08 a una de les portes del gueto.

El 8 de maig de 1943, els alemanys descobreixen el principal post de comandament del ŻOB, situat al 18 del carrer Miła. La major part dels que es trobaven allà són executats immediatament. Mordechai Anielewicz i la seva núvia se suïciden abans de l'arribada dels alemanys, també ho fan la majoria dels líders ingerint cianur. Un altre dirigent, Marek Edelman, aconsegueix escapar dos dies després amb un grup de companys gràcies a un camió de l'Armia Krajowa, que espera camuflat en un embornal als afores del gueto.
Els alemanys decideixen que ja és hora d'acabar amb la lluita i comencen a cremar el gueto, els supervivents s'amaguen en els embornals, patint una fam i set atroces. Per evitar que l'incendi passi els límits del gueto, els bombers de Varsòvia foren desplegats a l'exterior.

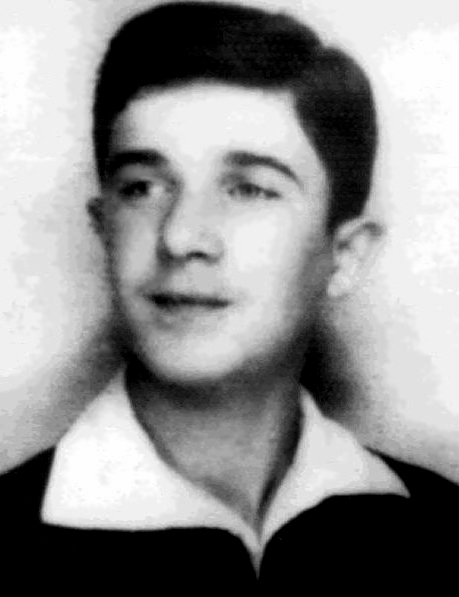
Mordechai Anielewicz

El 16 de maig, Stroop declara que la batalla ha acabat.
Dos dies després, el Bundist Szmul Zygielbojm se suïcidà a Londres en protesta de la manca d'ajut als insurgents per part dels governs occidentals.
| « | No puc continuar vivint i callar mentre que el que resta de la juderia polonesa, la qual represento, està sent assassinada. Els meus companys del gueto de Varsòvia han caigut amb les armes a les mans en la seva darrera batalla heroica. No em van deixar caure com ells, al seu costat, però formo part d'ells, de la seva fossa comuna. Amb la meva mort, vull expressar la meva més profunda protesta contra la inacció amb la qual el món mira i permet la destrucció del poble jueu. | » |

La supressió de l'alçament finalitzà oficialment el 16 de maig de 1943, i la sinagoga del carrer Tlomacka és demolida com símbol de la fi de l'existència jueva a Varsòvia. Els col·laboracionistes polonesos inicien la persecució dels supervivents del gueto, i la hi posen un nom: la "caça del jueu". No obstant això, molts assoleixen escapar, vivint amagats fins al sublevació de Varsòvia de 1944, on les forces alemanyes també van triomfar. Durant l'estiu de 1943 encara se sentien trets pel Gueto. El darrer intercanvi de foc va tenir lloc el 5 de juny de 1943 entre els alemanys i un grup de criminals armats que no tenien cap mena de connexió amb els grups de la Resistència.

### Xifra de morts
Durant l'alçament, aproximadament van morir uns 13.000 jueus (dels quals 6.000 van morir cremats vius o a causa de la inhalació de gasos). Dels 50.000 habitants restants, la majoria van ser capturats i enviats a camps de concentració i d'extermini, principalment a Treblinka.
En l'informe del 13 de maig de 1943, Jürgen Stroop deia:
| « | 180 jueus, bandits i sub-humans han estat destruïts. El sector jueu de Varsòvia ja no existeix. Les operacions a gran escala van finalitzar a les 20:15 hores al fer esclatar la sinagoga de Varsòvia. El nombre total de jueus amb el qual es va actuar va ser: 56.065, incloent jueus capturats i jueus que la seva exterminació pot ser provada. (...) A part de 8 edificis (casernes de policia, hospital i instal·lacions per a partides de treballadors), l'antic gueto ha estat completament destruït. Només queden els murs divisoris on no s'han practicat explosions. | » |

D'acord amb l'informe de Stroop, les seves forces van patir 17 morts i 93 ferits; dels quals 60 eren membres de les Waffen-SS (aquesta xifra no inclou als col·laboracionistes jueus); però les xifres de baixes alemanyes podrien ser més altes (segons les estimacions que va fer Edelman podrien arribar fins als 300). Per als propòsits de la propaganda, les baixes alemanyes van quedar reduïdes a només un grapat de ferits, mentre que els butlletins de l'Estat Clandestí Polonès eren de centenars d'alemanys morts als combats.
D'acord amb l'informe de Stroop, les baixes alemanyes i les xifres oficials de jueus i "bandits" morts o capturats van ser:
- 19 d'abril --- 1 morts. 24 ferits --- 580 capturats
- 20 d'abril --- 3 morts. 10 ferits --- 533 capturats
- 21 d'abril --- 0 morts. 5 ferits --- 5.200 capturats
- 22 d'abril --- 3 morts. 1 ferits --- 6.580 capturats + 203 "jueus i bandits" morts + 35 polonesos morts fora del Gueto
- 23 d'abril --- 0 morts. 3 ferits --- 4.100 capturats + 200 "jueus i bandits" morts + 3 jueus capturats fora del Gueto. Total de 19.450 jueus capturats
- 24 d'abril --- 0 morts. 3 ferits --- 1.660 capturats + 1.811 "trets dels amagatalls. Uns 330 afusellats"
- 25 d'abril --- 0 morts. 4 ferits --- 1.690 capturats + 274 afusellats + "una gran part dels bandits ...capturats". Total de 27.464 jueus capturats
- 26 d'abril --- 0 morts. 0 ferits --- 1.722 capturats + 1.330 "destruïts"+ 362 jueus afusellats. 30 jueus "desplaçats"{?} Total de 29.186 jueus capturats.
- 27 d'abril --- 0 morts. 4 ferits --- 2.560 capturats dels quals 547 afusellats + 24 "bandits" polonesos "morts en combat" + 52 "bandits" polonesos detinguts. Total de 31.746 jueus capturats
- 28 d'abril --- 0 morts. 3 ferits --- 1.655 capturats dels quals 110 morts + 10 "bandits" morts i 9 "detinguts". Total de 33.401 jueus capturats
- 29 d'abril --- 0 morts 0 ferits --- 2.359 capturats dels quals 106 morts
- 30 d'abril --- 0 morts 0 ferits --- 1.599 capturats dels quals 179 morts. Total de 37.359 jueus capturats
- 01 de maig --- 2 morts. 2 ferits --- 1.026 capturats dels quals 245 morts. Total de 38.385 jueus capturats + 150 morts fora del Gueto
- 02 de maig --- 0 morts. 7 ferits --- 1.852 capturats i 235 morts. Total de 40.237 jueus capturats
- 03 de maig --- 0 morts. 3 ferits --- 1.569 capturats i 95 morts. Total de 41.806 jueus capturats
- 04 de maig --- 0 morts. 0 ferits --- 2.238 capturats dels quals 204 afusellats. Total de 44.089 jueus capturats
- 05 de maig --- 0 morts. 2 ferits --- 2.250 capturats
- 06 de maig --- 2 morts. 1 ferits --- 1.553 capturats + 356 afusellats
- 07 de maig --- 0 morts. 1 ferits --- 1.109 capturats + 255 afusellats. Total de 45.342 jueus capturats
- 08 de maig --- 3 morts. 3 ferits --- 1.091 capturats i 280 morts + 60 "bandits molt ben armats" capturats
- 09 de maig --- 0 morts. 0 ferits --- 1.037 "jueus i bandits" capturats i 319 "jueus i bandits" afusellats. Total de 51.313 jueus capturats + 254 "jueus i bandits" afusellats fora del Gueto
- 10 de maig --- 0 morts. 4 ferits --- 1.183 capturats i 187 "jueus i bandits" afusellats. Total de 52.693 jueus capturats
- 11 de maig --- 1 morts. 2 ferits --- 931 "jueus i bandits" capturats i 53 "bandits" afusellats. Total de 53.667 jueus capturats
- 12 de maig --- 0 morts. 1 ferits --- 663 capturats i 133 afusellats. Total de 54.463 jueus capturats
- 13 de maig --- 2 morts. 4 ferits --- 561 capturats i 155 afusellats. Total de 55.179 jueus capturats
- 14 de maig --- 0 morts. 5 ferits --- 398 capturats i 154 "jueus i bandits" afusellats. Total de 55.731 jueus capturats
- 15 de maig --- 0 morts. 1 ferits --- 87 capturats i 67 "jueus i bandits" afusellats. Total de 56.885 jueus capturats
- 16 de maig --- 0 morts. 0 ferits --- 180 "jueus, bandits i sub-humans" morts. Total de 56.065 jueus o capturats o morts.[29]

## Després dels combats

### L'antic Gueto sota la posterior ocupació alemanya
Després d'esclafar l'Aixecament, la majoria dels edificis del gueto van ser escombrats ran del sòl. En el lloc es va establir el camp de concentració de Varsòvia, oficialment Konzentrationslager Warschau, que es va utilitzar per a tancar polonesos i va funcionar també com camp de d'afusellaments. La data exacta de fundació és disputada, ja que gràcies a una carta de Heinrich Himmler, es coneix que un camp d'aquest tipus funcionava en el gueto o als seus voltants abans de l'aixecament jueu. Milers de persones van morir al camp o van ser executades a les runes del gueto. Al mateix temps, les SS van seguir buscant als jueus que s'amagaven entre les runes.
El 1944, durant l'aixecament de Varsòvia, el batalló Zośka de l'Armia Krajowa va alliberar a uns 380 jueus del gueto, que estaven en la presó alemanya situada al carrer Gęsia (avui dia rebatejada Anielewicz, en honor del comandant del ZOB). Molts d'aquests jueus immediatament es van unir a l'Armia Krajowa, igual que uns pocs jueus que havien estat subsistint en els embornals de Varsòvia des de l'any anterior.

### Destí dels alemanys involucrats
A l'octubre de 1943, Bürkl, com "un sàdic assassí en massa" va ser condemnat per crims contra la nació polonesa pels Tribunals Especials de la Resistència Polonesa, sentenciat a mort i afusellat al carrer durant l'Operació Bürkl, una part de l'acció coneguda com a Operació Caps. El mateix mes, von Sammern-Frankenegg va ser mort pels partisans iugoslaus en una emboscada a Croàcia.
Globocnik, Himmler i Krüger i van suïcidar-se al maig de 1945.
Stroop va ser condemnat per crims de guerra en dos judicis diferents i va ser executat a la forca el 1952. Hahn va aconseguir escapar fins al 1975, quan va ser detingut i sentenciat a cadena perpètua per crims contra la humanitat, morint a la presó el 1986.

### Relació amb la Sublevació de Varsòvia
L'Aixecament del Gueto de Varsòvia el 1943 va tenir lloc gairebé un any abans de la Sublevació de Varsòvia de 1944. El Gueto estava pràcticament destruït en el moment de l'Alçament, que va formar part de la major Operació Tempesta. Centenars de supervivents del primer alçament van participar en el segon, lluitant amb l'Armia Krajowa i l'Armia Ludowa.

## Llegat

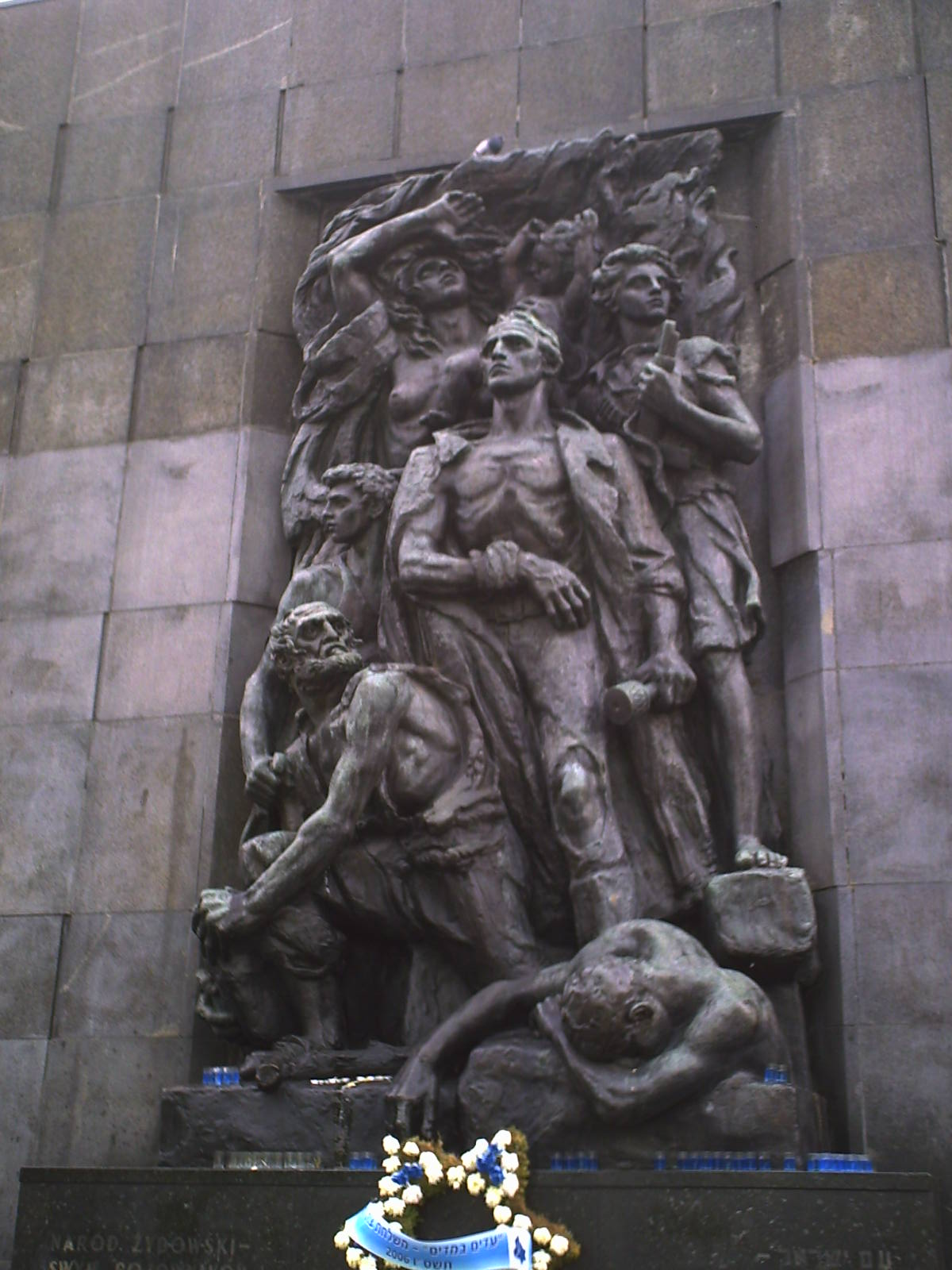
Monument als herois del gueto de Varsòvia

### La genuflexió de Varsòvia
El 7 de desembre de 1970, el Canceller alemany Willy Brandt s'agenollà espontàniament mentre que visitava el monument a l'Aixecament a l'antiga República Popular de Polònia. En aquells moments, el gest va sorprendre a molts i va ser un focus de controvèrsia, però és vist com quelcom que ajudà a millorar les relacions entre els països de l'OTAN i del Pacte de Varsòvia

### Record a Israel
Diversos supervivents de l'Aixecament del Gueto de Varsòvia, coneguts com els "Combatents del Gueto" van fundar el quibuts Lohamé ha-Guetaot (literalment quibuts dels Combatents del Gueto), que està situat al nord d'Acre. Entre els membres fundadors estan el líder del ŻOB, Icchak Cukierman i la seva esposa, Zivia Lubetkin, qui també comandà una unitat de combatents (i que anys després testificaren en el judici contra Adolf Eichmann a Israel). El 1984, els membres del quibuts van publicar Dapé Edut ("Pàgines de testimoniatges"), quatre volums de testimonis personals de 96 membres del quibuts. Al quibuts també hi ha un museu i arxius dedicats a recordar l'Holocaust.
Yad Mordekhay, un altre quibuts situat al nord de la franja de Gaza, va ser anomenat en memòria de Mordechaj Anielewicz.
El 2008, el Cap de l'Estat Major de les Forces de Defensa d'Israel, Rav Aluf Gabi Ashkenazi va encapçalar una delegació d'oficials israelians al lloc de l'Aixecament.

### En la cultura popular
L'Aixecament del Gueto va ser el subjecte de la pel·lícula d'Aleksander Ford Border Street (1948); de A Generation (1955) i The holy week (1995), ambdues d'Andrzej Wajda; així com a Uprising (2001) i a El pianista, de Roman Polanski (2002); on el protagonista Władysław Szpilman, interpretat per l'actor Adrien Brody, escapa del gueto durant l'inici d'aquest, i pot observar des d'una casa propera com els seus companys són executats.
També apareix a la novel·la de Leon Uris Mila 18 (1961) i a la minisèrie de la NBC "Holocaust" (1978); i Johnny Clegg va escriure una cançó dedicada a l'alçament, "Warsaw 1943".